# فريكس
فريكس (بالإنجليزية: Freaks)‏ هو فيلم رعب تم إنتاجه في الولايات المتحدة وصدر في سنة 1932.

## القصة
مجموعة من الأقزام والمشوهين يعملون في سيرك. هناك قصة حب تنتهي بانتقام مروع.

### جدل حوله
استخدم المخرج أقزاما حقيقيين ذوي أشكال غريبة، منهم توأم ملتصق حقيقي، والكثير من الأشخاص المصابين باستقساء في المخ من ذوي الرؤوس الكبيرة، وأشخاص آخرين لديهم تشوهات حقيقية مفزعة.
كان الفيلم مروعا لدرجة أن المشاهدين كانوا يتحاشون النظر إلى الشاشة في كثير من المشاهد، وقد قالت إحدى المشاهدات إن الفيلم أدى بها إلى الإصابة بالإجهاض! وحتى بعد حذف بعض المشاهد فإن الاتحاد القومي للمرأة دعا إلى مقاطعة الفيلم. مُنع الفيلم في ولاية أتلانتا وسُحب من التوزيع، كما ظل ممنوعاً في بريطانيا حتى الستينيات.
كل هذه المشاكل رغم أن الشركة المنتجة حذفت 25 دقيقة كاملة من الفيلم قبل عرضه، لا يعرف أحد ماذا كان بها!

## الميزانية والإيرادات.
بلغت تكلفة إنتاج الفيلم حوالي 316,000 دولار....

## وصلات خارجية
- فريكس على موقع IMDb (الإنجليزية)
- فريكس على موقع الموسوعة البريطانية (الإنجليزية)
- فريكس على موقع روتن توميتوز (الإنجليزية)
- فريكس على موقع نتفليكس (الإنجليزية)
- فريكس على موقع ألو سيني (الفرنسية)
- فريكس على موقع Turner Classic Movies (الإنجليزية)
- فريكس على موقع أول موفي (الإنجليزية)
- فريكس على موقع فيلمافينيتي (الإسبانية)
- فريكس على موقع قاعدة بيانات الأفلام السويدية (السويدية)
- فريكس على موقع قاعدة بيانات الفيلم (الإنجليزية)
- الفيلم متوفر للتحميل المجاني على أرشيف الإنترنت